# Hosiea sinensis
Hosiea sinensis är en tvåhjärtbladig växtart som först beskrevs av Oliver, och fick sitt nu gällande namn av Hemsley & E. H. Wilson. Hosiea sinensis ingår i släktet Hosiea och familjen Icacinaceae. Inga underarter finns listade i Catalogue of Life.